# Hyblaea flavifasciata
Hyblaea flavifasciata is een vlinder uit de familie van de Hyblaeidae. De wetenschappelijke naam van de soort is voor het eerst geldig gepubliceerd in 1910 door George Francis Hampson.